# Anna Tatishvili
Anna Tatishvili (en georgiano: ანა ტატიშვილი) (nació el Tiflis, Georgia, 3 de febrero de 1990) es una exjugadora profesional de tenis georgiana-estadounidense. Su mayor logro fue ganar el título de dobles del Torneo de Linz en 2014 junto con Ioana Raluca Olaru.
Tatishvili empezó a jugar tenis a la edad de cuatro años. Ella representó a Georgia en competiciones internacionales hasta el 2014, año en el cual recibió la ciudadanía de Estados Unidos y comenzó a competir bajo esa bandera.
En marzo de 2020, a la edad de 30 años, Tatishvili anunció su retiro del tenis profesional alegando que las recurrentes lesiones le impedían seguir jugando a un alto nivel.

## Títulos WTA (1; 0+1)

### Dobles (1)
| Leyenda: Antes de 2009     | Leyenda: A partir de 2009 |
| -------------------------- | ------------------------- |
| Grand Slam (0)             |                           |
| WTA Tour Championships (0) |                           |
| Tier I (0)                 | Premier Mandatory (0)     |
| Tier II (0)                | Premier 5 (0)             |
| Tier III (0)               | Premier (0)               |
| Tier IV & V (0)            | International (1)         |

| N° | Fecha                 | Torneo | Superficie | Pareja             | Oponentes en la final       | Resultado |
| 1. | 12 de octubre de 2014 | Linz   | Dura       | Ioana Raluca Olaru | Annika Beck Caroline Garcia | 6-2, 6-1  |

#### Finalista (2)
| N° | Fecha                    | Torneo   | Superficie | Pareja           | Oponentes en la final            | Resultado        |
| 1. | 18 de septiembre de 2011 | Quebec   | Dura       | Jamie Hampton    | Raquel Kops-Jones Abigail Spears | 0-6, 6-3, [6-10] |
| 2. | 14 de julio de 2013      | Budapest | Dura       | Nina Bratchikova | Andrea Hlaváčková Lucie Hradecká | 4-6, 1-6         |

## Títulos ITF (9;6+3)

### Individuales (11)
| Torneos de $100,000 |
| Torneos de $75,000  |
| Torneos de $50,000  |
| Torneos de $25,000  |
| Torneos de $15,000  |
| Torneos de $10,000  |

| Resultado | N°  | Fecha                    | Torneo        | Superficie    | Oponente             | Resultado en la final |
| Campeona  | 1.  | 09 de junio de 2008      | El Paso       | Dura          | Lauren Albanese      | 6–4, 6–3              |
| Campeona  | 2.  | 30 de junio de 2008      | Boston        | Dura          | Chan Chin-wei        | 2–6, 6–1, 6–3         |
| Campeona  | 3.  | 29 de septiembre de 2008 | Troy          | Dura          | Georgie Gent         | 7–6(4), 6–4           |
| Campeona  | 4.  | 22 de junio de 2009      | Kristinehamn  | Tierra batida | Réka-Luca Jani       | 6–1, 7–5              |
| Campeona  | 5.  | 24 de mayo de 2010       | Grado         | Tierra batida | Ana Jovanović        | 6–7(3), 6–3, 6–4      |
| Campeona  | 6.  | 03 de julio de 2011      | Cuneo         | Tierra batida | Arantxa Rus          | 6–4, 6–3              |
| Finalista | 7.  | 25 de septiembre de 2011 | Albuquerque   | Dura          | Regina Kulikova      | 5–7, 3–6              |
| Finalista | 8.  | 8 de julio de 2012       | Biella        | Tierra batida | Johanna Larsson      | 3–6, 4–6              |
| Finalista | 9.  | 13 de octubre de 2013    | Albuquerque   | Dura          | Shelby Rogers        | 2–6, 3–6              |
| Campeona  | 10. | 22 de junio de 2009      | Macon         | Dura          | Ajla Tomljanović     | 6–2, 1–6, 7–5         |
| Finalista | 11. | 20 de octubre de 2013    | Rock Hill     | Dura          | Mariana Duque-Marino | 3–6, 4–6              |
| Campeona  | 12. | 27 de octubre de 2013    | Florence      | Dura          | Madison Brengle      | 6–2, 4–6, 6–4         |
| Campeona  | 13. | 4 de noviembre de 2013   | New Braunfels | Dura          | Elitsa Kostova       | 6–4, 6–4              |
| Campeona  | 14. | 26 de enero de 2014      | Daytona Beach | Tierra batida | Allie Kiick          | 6–1, 6–3              |
| Campeona  | 15. | 21 de septiembre de 2014 | Albuquerque   | Dura          | Irina Falconi        | 6–2, 6–4              |

### Dobles(3)
| Torneos de $100,000 |
| Torneos de $75,000  |
| Torneos de $50,000  |
| Torneos de $25,000  |
| Torneos de $15,000  |
| Torneos de $10,000  |

| Resultado | N° | Fecha                   | Torneo          | Superficie    | Pareja              | Oponentes                              | Resultado en la final |
| Finalista | 1. | 28 de abril de 2008     | Charlottesville | Tierra batida | Kimberly Couts      | Raquel Kops-Jones Abigail Spears       | 1–6, 3–6              |
| Campeona  | 2. | 12 de mayo de 2008      | Raleigh         | Tierra batida | Kimberly Couts      | Stefania Boffa Nicole Rottmann         | 6–3, 6–4              |
| Finalista | 3. | 26 de mayo de 2008      | Carson          | Tierra batida | Kimberly Couts      | Romana Tedjakusuma Story Tweedie-Yates | 6–7(10), 6–4, 7–10    |
| Finalista | 4. | 27 de abril de 2009     | Cagnes-sur-Mer  | Tierra batida | Erica Krauth        | Julie Coin Marie-Ève Pelletier         | 4–6, 3–6              |
| Finalista | 5. | 25 de mayo de 2009      | Grado           | Tierra batida | Jorgelina Cravero   | Anikó Kapros Sandra Klemenschits       | 3–6, 0–6              |
| Campeona  | 6. | 12 de octubre de 2009   | Kansas City     | Dura          | Lilia Osterloh      | Julia Boserup Laura Granville          | 6–0, 6–3              |
| Campeona  | 7. | 02 de noviembre de 2009 | Rock Hill       | Dura          | Sharon Fichman      | Lauren Albanese Jamie Hampton          | 6–2, 6–2              |
| Finalista | 8. | 09 de noviembre de 2009 | Phoenix         | Dura          | Marie-Ève Pelletier | Sharon Fichman Mashona Washington      | 6–4, 4–6, 8–10        |
| Finalista | 9. | 08 de febrero de 2010   | Midland         | Dura          | Lilia Osterloh      | Laura Granville Lucie Hradecká         | 6–7(3), 6-3, 10-12    |

### Clasificación en torneos del Grand Slam
| Grand Slam Tournaments |     |     |     |     |     |     |     |     |     |      |
| Australian Open        | A   | A   | LQ  | LQ  | LQ  | 2R  | 1R  | 1R  | 2R  | 2–4  |
| French Open            | A   | A   | LQ  | LQ  | 1R  | 1R  | 1R  | 1R  | LQ  | 0–4  |
| Wimbledon              | A   | A   | LQ  | LQ  | 2R  | 2R  | 1R  | 1R  | LQ  | 2–4  |
| US Open                | LQ  | LQ  | LQ  | LQ  | 1R  | 4R  | 1R  | LQ  | 2R  | 4–4  |
| Win–Loss               | 0–0 | 0–0 | 0–0 | 0–0 | 1–3 | 5–4 | 0–4 | 0–3 | 2–2 | 8–16 |